# Omphale pilosa
Omphale pilosa är en stekelart som beskrevs av Christer Hansson 1996. Omphale pilosa ingår i släktet Omphale och familjen finglanssteklar. Inga underarter finns listade i Catalogue of Life.